# Guécélard
Guécélard is een gemeente in het Franse departement Sarthe (regio Pays de la Loire). De plaats maakt deel uit van het arrondissement La Flèche. Guécélard telde op 1 januari 2022 3.200 inwoners.

## Geografie
De oppervlakte van Guécélard bedroeg op 1 januari 2022 12,18 vierkante kilometer; de bevolkingsdichtheid was toen 262,7 inwoners per km².

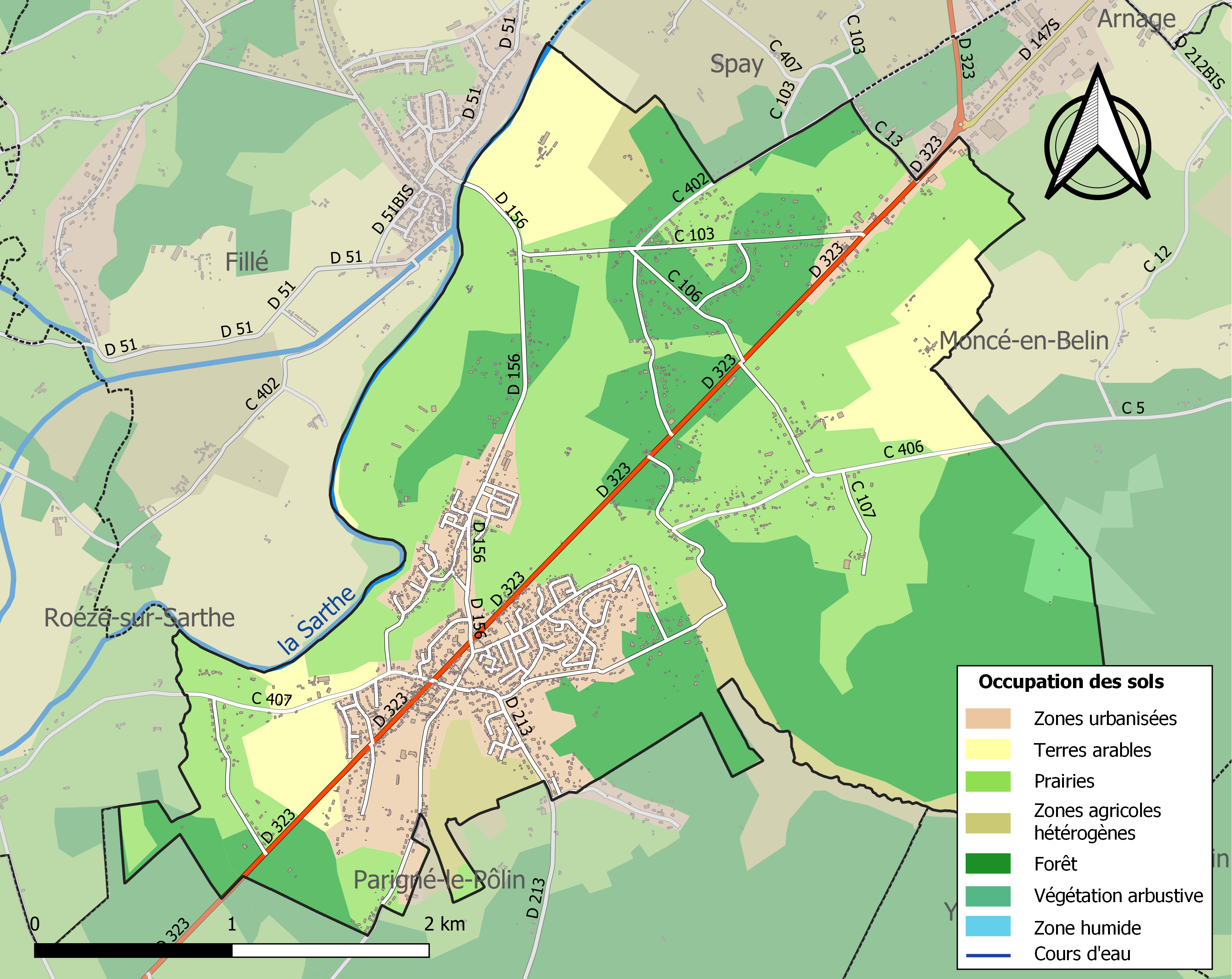
Kaart van de gemeente met de belangrijkste infrastructuur, bodemgebruik en omliggende gemeenten

## Demografie
Onderstaande figuur toont het verloop van het inwonertal (bron: INSEE-tellingen).